# 2005 EB318
2005 EB318, também escrito como 2005 EB318, é um objeto transnetuniano que está localizado no Cinturão de Kuiper, uma região do Sistema Solar. Este corpo celeste é classificado como um provável cubewano. Ele possui uma magnitude absoluta de 6,7 e tem um diâmetro estimado com 201 km.

## Descoberta
2005 EB318 foi descoberto no dia 9 de março de 2005 pelo astrônomo Marc W. Buie.

## Órbita
A órbita de 2005 EB318 tem uma excentricidade de 0,143 e possui um semieixo maior de 45,332 UA. O seu periélio leva o mesmo a uma distância de 38,830 UA em relação ao Sol e seu afélio a 51,834 UA.